# Liste der National Historic Landmarks in Michigan

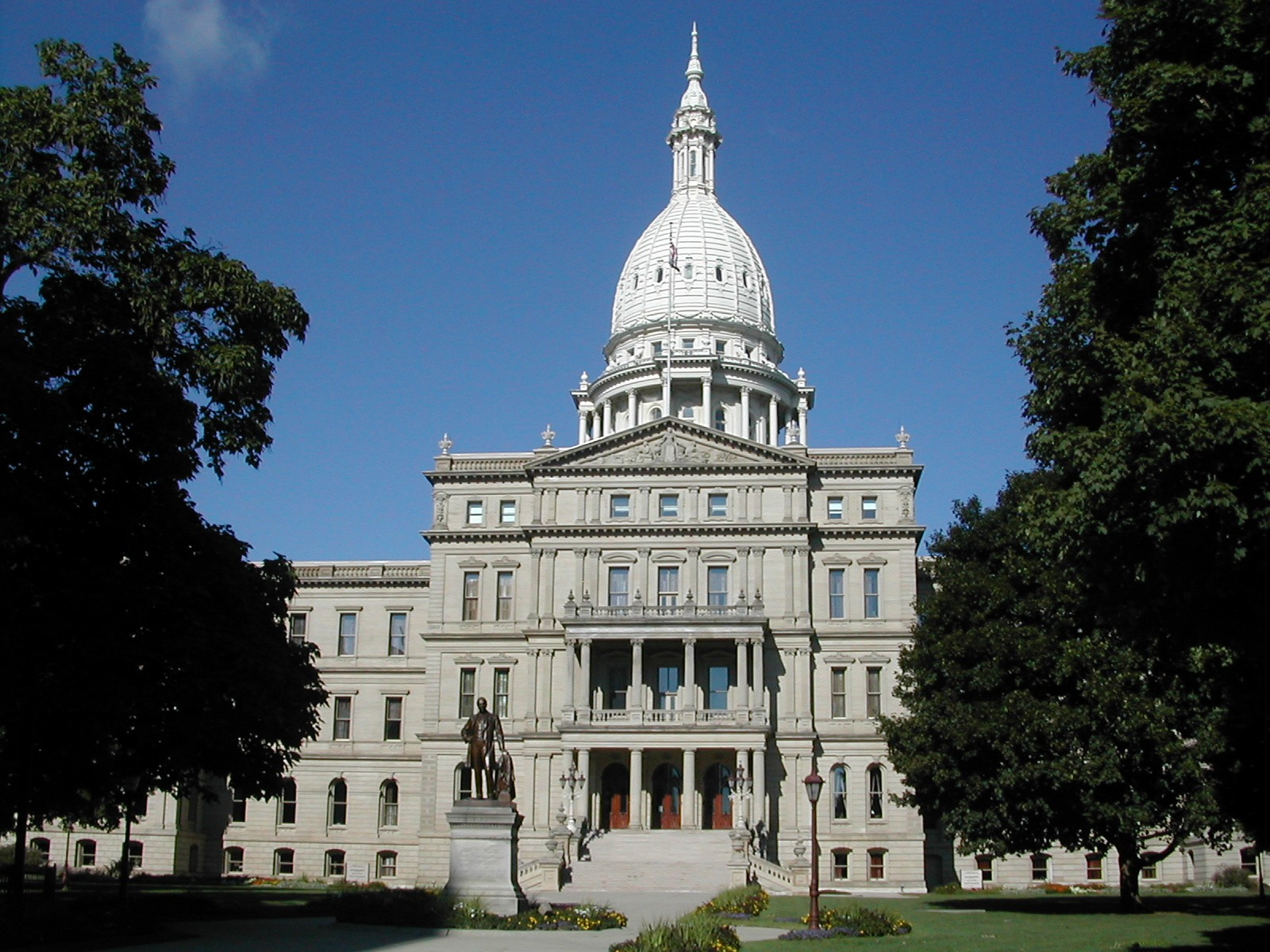
Michigan State Capitol in Lansing.

Die Liste der National Historic Landmarks in Michigan verzeichnet die historischen Objekte und Orte, die im amerikanischen Bundesstaat Michigan als National Historic Landmark (NHL; deutsch: Nationales historisches Wahrzeichen) klassifiziert sind und unter der Aufsicht des National Park Service (NPS) stehen. Ihre besondere nationale Bedeutung hebt sie aus der Menge der anderen Kulturdenkmale im Gesamtregister historischer Stätten (National Register of Historic Places (NRHP)) der USA heraus. Die Auszeichnung wird durch das Innenministerium der Vereinigten Staaten verliehen.
Im zweiten Teil dieser Liste sind weitere Objekte aufgeführt, die – wie die Landmarks – über Michigan hinaus für die USA insgesamt historische Bedeutung haben: National Historic Sites, National Historical Parks, National Memorials und einige andere Einrichtungen sind Gebiete, Wahrzeichen oder Mahnmale in den USA, denen die Auszeichnung nicht durch das Innenministerium, sondern direkt durch Gesetze des Kongresses oder Anordnungen des Präsidenten verliehen wurde. Solche historischen Monumente stehen zwar meist ebenfalls unter dem Schutz des National Park Service, sie wurden aber normalerweise nicht zusätzlich zum NHL erklärt; oft wurde ihr Schutzstatus bereits vor Einführung des Landmarks-Programms 1960 verliehen. Diese Einrichtungen verzeichnet der National Park Service im Anhang der NHL-Liste zu Michigan.
Im dritten Abschnitt sind jene Denkmale in Michigan verzeichnet, denen eine frühere Auszeichnung als NHL wieder aberkannt wurde.

## Erläuterungen
- Die Reihenfolge der Einträge, die Namen der Landmarks und das Datum des Eintrags der Auszeichnung folgen den Angaben in der Landmark-Liste des National Park Service zu Michigan.[5]
- In der Spalte zum Namen der historischen Objekte und Gebiete sind zusätzlich in Klammern Alternativnamen angegeben, wenn es solche gibt.[6]
- In der Spalte zum Eintragsdatum ist zusätzlich die offizielle Registernummer des Eintrags im National Register of Historic Places angegeben.[7]
- In der Spalte zur Lage sind zusätzlich zur Ortsangabe die geografischen Koordinaten verlinkt.
- In der Tabellenspalte links außen gibt der Farbcode für die einzelnen Tabellenzeilen jeweils den Hinweis, welche Auszeichnungskategorie des National Park Systems für den jeweiligen Eintrag gilt.

|      | Legende des Farbcodes               |
| ---- | ----------------------------------- |
| NHL  | National Historic Landmark          |
| NHLD | National Historic Landmark District |
| NHP  | National Historical Park            |
| NMEM | National Memorial                   |

## National Historic Landmarks in Michigan
In Michigan gibt es 42 solcher Kulturdenkmale, die in der folgenden Liste vollständig verzeichnet sind (Stand 2017). Sie befinden sich in 18 der 83 Countys in Michigan.
| [ 9 ] | Name                                                                                      | Bild                                                   | Eintragsdatum                                                                   | Lage | County           | Beschreibung |
| ----- | ----------------------------------------------------------------------------------------- | ------------------------------------------------------ | ------------------------------------------------------------------------------- | --- | ---------------- | --- |
| 1     | SS Badger                                                                                 | SS Badger                                              | 20. Jan. 2016 ID-Nr. 09000679                                                   | Ludington (Hafen) 43° 56′ 57″ N, 86° 27′ 4″ W                                                                          | Mason County     | Das letzte kohlenbefeuerte Dampfschiff der Vereinigten Staaten in regelmäßigem Linieneinsatz und die letzte Autofähre auf den Great Lakes; zusammen mit einem Schwesterschiff 1952/53 gebaut, ursprünglich als Eisenbahnfähre, später auch als Autofähre eingesetzt; nach Generalüberholung seit 1992 nur noch Autofähre. |
| 2     | Bay View (Bay View Association of the United Methodist Church)                            | Bay View                                               | 23. Dez. 1987 ID-Nr. 72000613                                                   | Bear Creek Township, nordöstlich von Petoskey 45° 23′ 3″ N, 84° 56′ 3,4″ W                                             | Emmet County     | Sommer-Resort der United Methodist Church; gegründet 1876 als methodistisches Camp Meeting, nach 1885 umgewandelt in eine Chautauqua-Sommer-Hochschule; als NHL ausgezeichnet, weil Bay View als repräsentatives Symbol die typisch amerikanischen religiösen, kulturellen, sozialen und erzieherischen Ideale beider Einrichtungen vertrat; über 400 Gebäude im spätviktorianischen Baustil gehören zum Landmark-District. |
| 3     | Calumet Historic District                                                                 | Calumet Historic District                              | 28. März 1989 ID-Nr. 89001097                                                   | Calumet 47° 14′ 45,2″ N, 88° 27′ 13,4″ W                                                                               | Houghton County  | Der Landmark-Status wurde dem historischen Distrikt verliehen, weil viele Gebäude des Stadtgebiets im Zustand um die Wende des 19. zum 20. Jahrhundert erhalten oder restauriert sind. Insgesamt bewahrt das Gebiet industrie- und sozialhistorische Zusammenhänge der Hoch-Zeit der Kupferminen-Industrie in Michigan: die Minen selbst und Überreste der Minen-Technologie, Erinnerungen an Immigration und Ansiedlung verschiedener Ethnien sowie an den Paternalismus der Kupferminenunternehmen und an die Organisation der Arbeiter. Der Distrikt umfasst die Stadt Calumet fast vollständig und ist weitgehend identisch mit dem Calumet-Bereich („Calumet Unit“) des Keweenaw National Historical Parks. |
| 4     | City of Milwaukee                                                                         | City of Milwaukee                                      | 14. Dez. 1990 ID-Nr. 90002221                                                   | Manistee, 99 Arthur Street 44° 15′ 33,9″ N, 86° 18′ 53,9″ W                                                            | Manistee County  | Zwischen 1931 und 1982 führte die City of Milwaukee als Eisenbahnfähre den Fahrdienst über den Lake Michigan durch. Das Schiff ist das einzige erhaltene Exemplar der vor 1940 gebauten Great-Lakes-Eisenbahnfähren. |
| 5     | Cranbrook (Cranbrook Educational Community)                                               | Cranbrook                                              | 29. Juni 1989 ID-Nr. 73000954                                                   | Bloomfield Hills, 39221 Woodward Avenue 42° 34′ 22,3″ N, 83° 14′ 59,3″ W                                               | Oakland County   | Campus der Cranbrook Educational Community, als NHL-Distrikt ausgezeichnet aufgrund der Bedeutung als eine der architektonisch wichtigsten Gruppen von Gebäuden in den Vereinigten Staaten in der ersten Hälfte des 20. Jahrhunderts, die gezielt auf ihren Zweck als Unterrichtseinrichtung entworfen und gebaut wurden; Architekt der ersten Bauphase ab 1925 war Eliel Saarinen; die Gründung der Schule finanzierte und veranlasste der Zeitungsverleger George Gough Booth. |
| 6     | The Detroit Industry Murals, Detroit Institute of Arts                                    | The Detroit Industry Murals, Detroit Institute of Arts | 22. Apr. 2014 ID-Nr. 14000279                                                   | Detroit, 5200 Woodward Avenue 42° 21′ 33,9″ N, 83° 3′ 51,9″ W                                                          | Wayne County     | Vier monumentale Wandgemälde des mexikanischen Hauptvertreters des Muralismo, Diego Rivera, im Innenhof des Detroit Institute of Arts; die Gemälde entstanden zwischen Juli 1932 und März 1933 und gelten als wichtigste Kunstwerke zur Industriekultur der Vereinigten Staaten. Es handelt sich um eine vielschichtige und engagierte künstlerische Auseinandersetzung Riveras mit den industriellen Arbeitsbedingungen in Zeiten der Großen Depression in den USA, dem Verhältnis zwischen Mensch und Maschine und dem Verhältnis der verschiedenen Ethnien des Landes zueinander. |
| 7     | Alden Dow House and Studio                                                                | Alden Dow House and Studio                             | 29. Juni 1989 ID-Nr. 89001167                                                   | Midland, 315 Post Street 43° 37′ 25,8″ N, 84° 15′ 12,6″ W                                                              | Midland County   | Wohnhaus, Atelier und Bürohaus des Architekten Alden Dow; das Gebäude gilt als Meisterwerk der Architektur der Moderne des 20. Jahrhunderts; erbaut 1936. |
| 8     | Herbert H. Dow House (The Dow House)                                                      | Herbert H. Dow House                                   | 11. Mai 1976 ID-Nr. 76001033                                                    | Midland, 1038 West Main Street 43° 37′ 16,8″ N, 84° 15′ 12,4″ W                                                        | Midland County   | Als NHL ausgezeichnet, weil das Gebäude von 1899 bis 1930 das Wohnhaus von Herbert Henry Dow war, dem Gründer der Dow Chemical Company. |
| 9     | Durant-Dort Carriage Company Office (Arrowhead Veterans Club)                             | Durant-Dort Carriage Company Office                    | 2. Juni 1978 ID-Nr. 75000943                                                    | Flint, 315 West Water Street 43° 1′ 2,4″ N, 83° 41′ 45,3″ W                                                            | Genesee County   | Zwischen 1895 und 1913 das Verwaltungsgebäude, von dem aus William Durant (ursprünglich Unternehmer für den Bau von Pferdekutschen) seine Geschäfte im Automobilbau führte. Die Durant-Dort Carriage Company unterstützte und finanzierte Unternehmungen in der Frühzeit der Automobil-Industrie, z. B. Buick und General Motors in ihren Anfangsjahren. |
| 10    | Edison Institute (Greenfield Village and Henry Ford Museum)                               | Edison Institute                                       | 21. Dez. 1981 ID-Nr. 69000071                                                   | Dearborn, 20900 Oakwood Boulevard 42° 18′ 19,6″ N, 83° 13′ 35″ W                                                       | Wayne County     | Das Henry-Ford-Museum (zur Industriegeschichte und zur Geschichte der Erfindungen und Innovationen in den USA) und das Freilichtmuseum Greenfield Village (zur allgemeinen Landesgeschichte) wurden seit 1929 entwickelt und 1933 eröffnet; sie waren von Henry Ford als Erinnerung an die Aufbruchsphase des industriellen Zeitalters in den Vereinigten Staaten konzipiert worden; als Landmark-Distrikt 1981 ausgezeichnet wegen der besonderen Bedeutung der Besitzstände und der vorbildlichen Konzeption; heute (Stand 2017) unter dem Namen The Henry Ford mit weiteren Einrichtungen zum größten „Indoor-Outdoor“-Museum der USA erweitert.                                                              |
| 11    | Edson (USS)                                                                               | Edson (USS)                                            | 21. Juni 1990 (7. Mai 2013 verlegt von New York City, New York) ID-Nr. 90000333 | Bay City, 1680 Martin Street 43° 36′ 50,2″ N, 83° 52′ 9,9″ W                                                           | Bay County       | Eines von zwei erhaltenen Schiffen der Forrest-Sherman-Klasse, der ersten nach dem Zweiten Weltkrieg neu gebauten Zerstörer der amerikanischen Marine; Stapellauf 1958, im Einsatz bis 1988, anschließend Museumsschiff, zunächst in New York City, seit 2013 in Bay City Teil des Saginaw Valley Naval Ship Museums. |
| 12    | Fair Lane (The Henry Ford Estate)                                                         | Fair Lane                                              | 13. Nov. 1966 ID-Nr. 66000399                                                   | Dearborn, 4901 Evergreen Road (Wohnhaus: 1 Fair Lane Drive) 42° 18′ 50,8″ N, 83° 13′ 56,2″ W                           | Wayne County     | Gutshof, 1915–1950 von der Familie Henry Fords bewohnt, Gründer der Ford Motor Company; zum Gelände am Ufer des River Rouge gehört ein großes Wohnhaus mit 56 Zimmern, ein Kraftwerk am gestauten Fluss, ein Gewächshaus, ein Bootshaus, Reitställe, ein Kinderspielhaus, ein Baumhaus und weitläufige Gärten; 1956 wurde das Wohnhaus Museum, der größte Teil des Geländes wurde zum Dearborn-Campus der University of Michigan. |
| 13    | Fisher Building                                                                           | Fisher Building                                        | 29. Juni 1989 ID-Nr. 07000847                                                   | Detroit, 3011 West Grand Boulevard 42° 22′ 9,6″ N, 83° 4′ 37,1″ W                                                      | Wayne County     | Erbaut 1927 im Auftrag der Brüder Fisher, eine der wichtigsten Arbeiten des Architekten Albert Kahn. Die Fisher-Brüder verstanden das Hochhaus als Geschenk an Detroit; das Büro- und Geschäftshaus wurde als eines der am sorgfältigsten künstlerisch gestalteten in den Vereinigten Staaten bezeichnet. |
| 14    | Ford Piquette Avenue Plant (Studebaker Detroit Service Building)                          | Ford Piquette Avenue Plant                             | 17. Feb. 2006 ID-Nr. 02000041                                                   | Detroit, 461 Piquette Avenue 42° 22′ 7″ N, 83° 3′ 55″ W                                                                | Wayne County     | Firmengebäude, erbaut 1904; diese Produktionsanlage begründete den Erfolg der Ford Motor Company in der amerikanischen Autoindustrie; Ort, an dem die Entwicklung und Produktion des legendären Ford-Erfolgsmodells Model T begann. |
| 15    | Ford River Rouge Complex                                                                  | Ford River Rouge Complex                               | 2. Juni 1978 ID-Nr. 78001516                                                    | Dearborn, 3001 Miller Road 42° 18′ 33,9″ N, 83° 9′ 43,6″ W                                                             | Wayne County     | Fabrikanlage der Ford Motor Company, geplant und erbaut zwischen 1917 and 1927, bei Abschluss dieser ersten Bauphase größter zusammenhängender Industriegebäude-Komplex der Welt; Architekt der meisten Gebäude war Albert Kahn. An diesem Ort erreichte Henry Ford erstmals das Ziel durchgehend fortlaufender Arbeitsprozesse in der Automobil-Produktion (Fließbandfertigung), womit die industrielle Arbeit insgesamt und dauerhaft revolutioniert wurde; der River Rouge Complex wurde weltweit Vorbild im Fabrikbau zur Massenfertigung von Industrieprodukten. |
| 16    | Fort Michilimackinac                                                                      | Fort Michilimackinac                                   | 9. Okt. 1960 ID-Nr. 66000395                                                    | Mackinaw City, Straits Avenue 45° 47′ 11″ N, 84° 44′ 8″ W                                                              | Emmet County     | Archäologische Stätte; das ehemalige Fort an der Nordspitze der südlichen Halbinsel Michigans war ursprünglich Militärstützpunkt der französischen Kolonialarmee, erbaut 1715 zur Kontrolle der Mackinacstraße zwischen den beiden Teilen Michigans, nach 1761 unter britischer Kontrolle, 1781 aufgegeben und niedergebrannt; archäologische Forschungen und Rekonstruktion des Forts seit 1959. |
| 17    | Fox Theater (Detroit)                                                                     | Fox Theater (Detroit)                                  | 29. Juni 1989 ID-Nr. 85000280                                                   | Detroit, 2111 Woodward Avenue 42° 20′ 18,9″ N, 83° 3′ 8″ W                                                             | Wayne County     | Der extravagante Show- und Kinopalast wurde nach Plänen des Architekten Howard Crane 1928 erbaut, architektonisch eine eklektische Mischung von Elementen verschiedener fernöstlicher Kulturen. |
| 18    | Gaukler Pointe (Edsel and Eleanor Ford House)                                             | Gaukler Pointe                                         | 31. Okt. 2016 ID-Nr. 79001164                                                   | Grosse Pointe Shores, 1100 Lake Shore Drive 42° 27′ 19,1″ N, 82° 52′ 22,1″ W                                           | Macomb County    | Landhausvilla, 1926 erbaut für Eleanor und Edsel Ford (Sohn von Henry Ford) nach Entwürfen von Albert Kahn; Gestaltung von Grundstück und Garten waren das umfangreichste Projekt des Landschaftsarchitekten Jens Jensen für private Auftraggeber; das Ensemble aus Wohnhaus und Garten am Ufer des Lake St. Clair wurde als NHL geschützt, weil es als herausragendes Beispiel für eine gelungene Zusammenarbeit zwischen dem Auftraggeber, dem Architekten des Hauses und dem Landschaftsarchitekten gelten kann. |
| 19    | General Motors Building (Cadillac Place)                                                  | General Motors Building                                | 2. Juni 1978 ID-Nr. 78001520                                                    | Detroit, 3044 West Grand Boulevard 42° 22′ 9,3″ N, 83° 4′ 32,5″ W                                                      | Wayne County     | 1923 fertiggestellt als Verwaltungsgebäude von General Motors (bis 1996), Architekt: Albert Kahn; National Historic Landmark als Symbol für einen der größten Industriekonzerne der Welt; seit 2002 nach Renovierung Verwaltungsgebäude des Staates Michigan unter dem Namen Cadillac Place. |
| 20    | General Motors Technical Center                                                           | General Motors Technical Center                        | 25. Aug. 2014 ID-Nr. 00000224                                                   | Warren 42° 30′ 48″ N, 83° 2′ 16″ W                                                                                     | Macomb County    | Fertigstellung 1955; für den Architekten Eero Saarinen waren Entwurf und Bau der Anlagen und Einrichtungen des General-Motors-Forschungszentrums eines der Projekte, mit dem er seinen Rang als Architekt industrieller Fertigungsstätten begründete. |
| 21    | Grand Hotel                                                                               | Grand Hotel                                            | 29. Juni 1989 ID-Nr. 72000637                                                   | Mackinac Island, Grand Avenue 45° 50′ 56″ N, 84° 37′ 33,3″ W                                                           | Mackinac County  | Eröffnet 1887; das große weiße Hotel auf einem Steilhang am Ufer der Mackinac-Insel im Huronsee ist eines der letzten großen Resort-Hotels für reiche Amerikaner der Gilded-Age-Zeit nach dem Amerikanischen Bürgerkrieg; auch als Urlaubsdomizil mehrerer amerikanischer Präsidenten bekannt: Cleveland, Th. Roosevelt, F. D. Roosevelt, Truman, Eisenhower, Kennedy, Ford, Carter. |
| 22    | Guardian Building (Union Trust Building)                                                  | Guardian Building                                      | 29. Juni 1989 ID-Nr. 89001165                                                   | Detroit, 500 Griswold Street 42° 19′ 46,4″ N, 83° 2′ 45,4″ W                                                           | Wayne County     | Erbaut 1928–1929 als Verwaltungsgebäude für die Union-Trust-Company-Bank; auffällige Elemente von Art-déco-Design, kombiniert mit Stromlinien-Moderne-Architektur, herausragendes Beispiel für die Architektur des Arts and Crafts Movement Anfang des 20. Jahrhunderts; nach wechselvoller Besitz-Geschichte seit 2007 Hauptverwaltungsgebäude des Wayne-Countys. |
| 23    | Ernest Hemingway Cottage (Windemere)                                                      | Ernest Hemingway Cottage                               | 18. Okt. 1968 ID-Nr. 68000026                                                   | Petoskey, Nordufer des Walloon Lake 45° 16′ 41,4″ N, 84° 59′ 57,5″ W                                                   | Emmet County     | Von 1904 bis 1921 Jugend-Sommerhaus des Schriftstellers Ernest Hemingway am Walloon Lake, wo er das Leben in der freien Natur schätzen lernte, das eine große Rolle in seinem späteren Werk spielte. Erbaut 1900 von Hemingways Eltern Clarence und Grace Hall Hemingway, einstöckiges Gebäude, genannt „Windemere“. |
| 24    | Highland Park Ford Plant                                                                  | Highland Park Ford Plant                               | 2. Juni 1978 ID-Nr. 73000961                                                    | Highland Park, 91 Manchester Avenue 42° 24′ 31,3″ N, 83° 5′ 42,4″ W                                                    | Wayne County     | Ehemaliges Fabrikgelände der Ford Motor Company, zweiter Produktionsort der legendären Model-T-Automobile; die Entwicklung der Fließbandfertigung und viele weitere Neuentwicklungen zur industriellen Massenfertigung fanden hier statt; erbaut 1909–1920 nach Plänen von Albert Kahn. Schon 1927 war die Anlage für das expandierende Unternehmen zu klein geworden, die Automobilproduktion fand von da an im neuen River-Rouge-Industriekomplex statt. |
| 25    | Lafayette Park (Mies van der Rohe Residential District; Gratiot Redevelopment Area)       | Lafayette Park                                         | 21. Juli 2015 ID-Nr. 96000809                                                   | Detroit, östlich der historischen Innenstadt (Downtown Detroit) 42° 20′ 25,4″ N, 83° 2′ 6,3″ W                         | Wayne County     | Historischer Stadterneuerungsbezirk in Detroit; als National Historic Landmark District geschützt, weil sich hier die weltweit umfangreichste Ansiedlung von Wohnhaus-Bauwerken des Architekten Mies van der Rohe befindet, exemplarisch für den Internationalen Stil in der Architektur des 20. Jahrhunderts. |
| 26    | Lightship No. 103 „Huron“                                                                 | Lightship No. 103 „Huron“                              | 20. Dez. 1989 ID-Nr. 76001974                                                   | Port Huron, 800 Prospect Place 42° 59′ 22,2″ N, 82° 25′ 35,4″ W                                                        | St. Clair County | Das Feuerschiff Huron ist das letzte erhaltene und war das letzte Feuerschiff im aktiven Dienst auf den Großen Seen; Stapellauf 1920, Außerdienststellung 1970; trocken vertäutes Museumsschiff. |
| 27    | Mackinac Island                                                                           | Mackinac Island                                        | 9. Okt. 1960 ID-Nr. 66000397                                                    | Mackinac Island 45° 52′ 0″ N, 84° 38′ 0″ W                                                                             | Mackinac County  | Die Insel in der Mackinacstraße nahm durch die zentrale Position in der Region der Großen Seen in der ersten Hälfte des 19. Jahrhunderts eine Schlüsselrolle für den frühen Pelzhandel in Nordamerika ein. Außerdem hatte sie für die kriegerischen Auseinandersetzungen in Nordamerika im 18. und 19. Jahrhundert eine wichtige strategische Bedeutung (Fort Mackinac). Seit Mitte des 19. Jahrhunderts wurde Mackinac zur Urlaubsinsel, 1875–1895 war die Insel der zweite Nationalpark der Vereinigten Staaten. |
| 28    | Marshall Historic District                                                                | Marshall Historic District                             | 17. Juli 1991 ID-Nr. 91002053                                                   | Marshall 42° 16′ 19″ N, 84° 57′ 51″ W                                                                                  | Calhoun County   | Bei Gründung der ersten Siedlung 1831 war Marshall ursprünglich als Standort der zukünftigen Hauptstadt Michigans geplant, stattdessen wurde die Stadt im 19. Jahrhundert zunächst Zentrum der Eisenbahnindustrie. Ein Großteil der Innenstadt-Architektur der 1860er Jahre mit Wohnhäusern und gewerblichen Gebäuden im Federal- und Beaux-Arts-Stil blieb erhalten, ebenso das Stadtbild insgesamt. |
| 29    | McGregor Memorial Conference Center                                                       | McGregor Memorial Conference Center                    | 27. Feb. 2015 ID-Nr. 10001023                                                   | Detroit, 495 Ferry Mall (Campus der Wayne State University) 42° 21′ 34,3″ N, 83° 4′ 14,6″ W                            | Wayne County     | Bau abgeschlossen 1958; das McGregor Memorial Conference Center markiert in der Arbeit Minoru Yamasakis, eines der einflussreichsten Architekten des 20. Jahrhunderts, den Übergang vom traditionellen Internationalen Stil zur persönlichen architektonischen Gestaltung. |
| 30    | Meadow Brook Hall (Meadow Brook Farm, Alfred G. and Matilda Wilson Residence)             | Meadow Brook Hall                                      | 2. März 2012 ID-Nr. 79001166                                                    | Rochester Hills, 350 Estate Drive 42° 40′ 19,8″ N, 83° 12′ 5,1″ W                                                      | Oakland County   | Auf der Basis älterer Farmgebäude erbauter Landsitz von Matilda Dodge Wilson, der Witwe des Automobilbauers John Dodge, der die Farm 1908 als Feriendomizil erworben hatte. Matilda Dodge Wilson ließ die Farm 1926–1929 zu einer monumentalen schlossähnlichen Landvilla im Tudor-Revival-Stil um- und ausbauen. |
| 31    | Michigan State Capitol                                                                    | Michigan State Capitol                                 | 5. Okt. 1992 ID-Nr. 71000396                                                    | Lansing, 100 North Capitol Avenue 42° 44′ 1,1″ N, 84° 33′ 18,2″ W                                                      | Ingham County    | Parlamentsgebäude des Staates Michigan; entworfen von Elijah E. Myers im Stil der Neorenaissance und erbaut 1872–1878; eines der ersten Parlamentsgebäude der Bundesstaaten, dessen Konstruktion am Muster des US-Capitol in Washington orientiert war. |
| 32    | Milwaukee Clipper (SS Juniata)                                                            | Milwaukee Clipper                                      | 11. Apr. 1989 ID-Nr. 83003570                                                   | Muskegon, 2098 Lakeshore Drive 43° 13′ 19″ N, 86° 17′ 45″ W                                                            | Muskegon County  | Ältestes Passagier-Dampfschiff auf den Großen Seen, Fertigstellung 1905 mit dem Namen Juniata; nach umfangreicher Renovierung 1940 umbenannt in Milwaukee Clipper; das letzte erhaltene Beispiel für diese Art Passagierdampfer mit Autofähre. |
| 33    | North Manitou Island Lifesaving Station (North Manitou Coast Guard Station)               | North Manitou Island Lifesaving Station                | 5. Aug. 1998 ID-Nr. 98001191                                                    | Sleeping Bear Dunes National Lakeshore, North Manitou Island (Ostküste) 45° 7′ 15,3″ N, 85° 58′ 37″ W                  | Leelanau County  | Das letzte in weitgehend ursprünglichem Zustand erhaltene Gebäudeensemble einer Lebensrettungsstation repräsentiert beispielhaft die Geschichte von ursprünglich fast 200 solcher Einrichtungen an den Küsten der Vereinigten Staaten zur Hilfe für die Opfer havarierter Schiffe; in vollem Betrieb 1854–1932, bis 1938 noch mit reduziertem Personal; ursprünglich von Freiwilligen erbaut und betrieben, seit 1915 von der damals gegründeten US-Küstenwache versorgt. |
| 34    | Norton Mound Group                                                                        | Norton Mound Group                                     | 21. Dez. 1965 ID-Nr. 66000396                                                   | Grand Rapids, Hopewell Indian Mounds Park 42° 56′ 11,7″ N, 85° 43′ 19,1″ W                                             | Kent County      | Eines der am besten erhaltenen Beispiele für die Präsenz einer regionalen Variante der frühen Hopewell-Kultur in der westlichen Region der Großen Seen; von ursprünglich mehr als 30 Ritual- und Begräbnishügeln (Mounds) an diesem Ort blieben noch 11 in ihrem ursprünglichen Zustand erhalten, die übrigen wurden durch die Ausdehnung der Stadt Grand Rapids und den Ausbau der Straßen zerstört; archäologische und indianische sakrale Stätte. |
| 35    | Parke-Davis Research Laboratory (Building 55 – Detroit Research; Riverwalk Hotel Detroit) | Parke-Davis Research Laboratory                        | 11. Mai 1976 ID-Nr. 76001039                                                    | Detroit, 1000 River Place Drive 42° 20′ 11,4″ N, 83° 0′ 53,3″ W                                                        | Wayne County     | Erbaut im Jahre 1902 für die Firma Parke-Davis, Anfang des 20. Jahrhunderts das größte Pharmaunternehmen weltweit. Die Einrichtung war das erste industrielle Forschungslabor in den Vereinigten Staaten zum Zweck pharmakologischer Grundlagenforschung. Nach 1982 Verkauf des Gebäudes und Umbau zum Hotelkomplex. |
| 36    | Pewabic Pottery                                                                           | Pewabic Pottery                                        | 4. Dez. 1991 ID-Nr. 71000430                                                    | Detroit, 10125 East Jefferson Avenue 42° 21′ 43,1″ N, 82° 58′ 53,8″ W                                                  | Wayne County     | 1907 erbautes Töpfereigebäude; das Studio und die Produktionsanlagen der „Arts and Crafts“-Keramikkünstlerin Mary Chase Perry Stratton sind seither durchgehend in Betrieb (Stand 2017). |
| 37    | Quincy Mining Company Historic District (Quincy Mine)                                     | Quincy Mining Company Historic District                | 10. Feb. 1989 ID-Nr. 89001095                                                   | Hancock 47° 8′ 7″ N, 88° 34′ 33″ W                                                                                     | Houghton County  | Der Historic Landmark District veranschaulicht die Aktivitäten der Quincy Mining Company und damit wesentliche sozial-, wirtschafts- und technologiehistorische Aspekte der Kupferindustrie in den Vereinigten Staaten – insbesondere die ethnische Struktur und Bedeutung von Unternehmenssiedlungen sowie die Bergbautechnologie – von der Mitte des 19. Jahrhunderts bis 1920. Der Distrikt ist identisch mit dem Quincy-Bereich („Quincy Unit“) des Keweenaw National Historical Parks. |
| 38    | St. Clair River Tunnel (St. Clair Railroad Tunnel)                                        | St. Clair River Tunnel                                 | 19. Apr. 1993 ID-Nr. 70000684                                                   | Port Huron, Einfahrt zwischen Johnstone Street und Beard Street unter der 10th Street 42° 57′ 36,3″ N, 82° 25′ 57,7″ W | St. Clair County | Der Tunnel zwischen den USA und Kanada unterquert den Grenzfluss St. Clair River; als NHL geschützt, weil er einen wesentlichen Entwicklungsschritt der Eisenbahntechnik repräsentiert; als er 1891 fertig gebaut war, war es der erste Unterwasser-Tunnel in Nordamerika, der für die Durchfahrt vollständiger Züge ausgelegt war. |
| 39    | St. Ignace Mission (Museum of Ojibwa Culture)                                             | St. Ignace Mission                                     | 9. Okt. 1960 ID-Nr. 66000398                                                    | St. Ignace, 500 North State Street 45° 52′ 17,6″ N, 84° 43′ 52,8″ W                                                    | Mackinac County  | Archäologische Stätte; Ort einer Missionsstation des französischen Jesuitenpriesters Jacques Marquette und Ort seiner Beerdigung 1677; die ursprüngliche Station und die Kapelle wurden 1705 zerstört und die Erinnerung an den Ort ging vorübergehend verloren, bis die Grabstätte 1877 wiederentdeckt wurde. Eine zweite Missionsstation war inzwischen 1837 etwa 1,5 km entfernt gegründet worden, und deren erhaltene Kapelle wurde 1954 nach St. Ignace umgesetzt. |
| 40    | St. Mary’s Falls Canal (Soo Locks)                                                        | St. Mary’s Falls Canal                                 | 13. Nov. 1966 ID-Nr. 66000394                                                   | Sault Ste. Marie 46° 30′ 11″ N, 84° 21′ 17″ W                                                                          | Chippewa County  | Schleusensystem der Großen Seen zur Umgehung der Stromschnellen des Saint Marys Rivers; die einzige Schiffsverbindung zwischen dem Oberen See und dem Huronsee wurde ab 1855 erbaut und überwindet 6,5 m Höhenunterschied auf 1,2 km Länge; eines der wichtigsten amerikanischen Infrastruktur-Projekte der Zeit vor dem Amerikanischen Bürgerkrieg. |
| 41    | Ste. Claire                                                                               | Ste. Claire                                            | 6. Juli 1992 ID-Nr. 79001177                                                    | Detroit, 125 South Dix Street (Ufer des River Rouge) 42° 17′ 45″ N, 83° 9′ 2″ W                                        | Wayne County     | Das Schiff ist – gemeinsam mit dem Schwesterschiff Columbia – eines von zwei weitgehend unverändert erhaltenen klassischen Ausflugs-Dampfschiffen dieser Art auf den Großen Seen; zwischen 1910 und 1991 Fährdienst zwischen Detroit und dem Vergnügungspark auf der Bois-Blanc-Insel. Seit 2015 in Detroit verankert zur Restaurierung. |
| 42    | Silversides (USS)                                                                         | Silversides (USS)                                      | 14. Jan. 1986 ID-Nr. 72001566                                                   | Muskegon, 1346 Bluff Street 43° 13′ 48,2″ N, 86° 19′ 57,7″ W                                                           | Muskegon County  | Eines der höchst-dekorierten noch erhaltenen U-Boote der Vereinigten Staaten im Zweiten Weltkrieg; im Einsatz auf dem pazifischen Kriegsschauplatz wurde das Schiff mit 12 Service Stars und einer Presidential Unit Citation ausgezeichnet. |

## Weitere Denkmale und historische Gebiete Michigans im National Park System
In Michigan gibt es zwei solcher Einrichtungen, von denen eine, der Keweenaw National Historical Park, vom National Park Service (NPS) im Anhang der Landmark-Liste für Michigan genannt wird (Stand 2017). Das zweite Objekt, das Father Marquette National Memorial, gehört zwar ebenfalls zum National Park System, wird aber in der Landmarkliste zu Michigan nicht verzeichnet, weil es nicht direkt vom NPS, sondern von der regionalen Behörde Michigan Department of Natural Resources verwaltet wird und nicht im NRHP-Register eingetragen ist.
| [ 9 ] | Name                               | Bild                               | Eintragsdatum                 | Lage                                                                                | County          | Beschreibung |
| ----- | ---------------------------------- | ---------------------------------- | ----------------------------- | ----------------------------------------------------------------------------------- | --------------- | --- |
| 1     | Keweenaw National Historical Park  | Keweenaw National Historical Park  | 27. Okt. 1992 ID-Nr. 01000108 | Calumet, 25970 Red Jacket Road (Hauptverwaltung) 47° 14′ 32,3″ N, 88° 26′ 53,2″ W   | Houghton County | Der Park erzählt und bewahrt die Geschichte der Kupfergewinnung und -industrie auf der Keweenaw Peninsula (Keweenaw-Halbinsel) von den ältesten Zeugnissen prähistorischer indianischer Kupferverarbeitung um 5000 v.C. bis zum Ende der industriellen Kupferförderung in den 1960er Jahren. Die beiden Landmark-Distrikte Calumet Historic District und Quincy Mining Company Historic District gehören zum Park, behielten aber den eigenständigen Landmark-Status. |
| 2     | Father Marquette National Memorial | Father Marquette National Memorial | 20. Dez. 1975 ID-Nr. ---      | St. Ignace, 720 Church Street (Straits State Park) 45° 51′ 10,3″ N, 84° 43′ 32,9″ W | Mackinac County | Denkmal zur Würdigung von Leben und Wirken des französischen Jesuitenpriesters Jacques Marquette, auf den die frühesten europäischen Ansiedlungen in Michigan zurückgehen, Sault Ste. Marie und St. Ignace. |

## Ehemalige National Historic Landmarks in Michigan
Die Reihenfolge der Einträge und die Namen der Landmarks folgen den Angaben in der Landmark-Liste des National Park Service, die auch die ehemaligen Landmarks verzeichnet. Die Daten zu Eintrag und Austrag des Landmark-Status folgen den Angaben der Datenblätter der ehemaligen Landmarks.
|   | Name                        | Bild | Eintrag/Austrag                            | Lage                                                                 | County                 | Beschreibung |
| - | --------------------------- | ---- | ------------------------------------------ | -------------------------------------------------------------------- | ---------------------- | --- |
| 1 | Columbia                    |      | 6. Juli 1992, umgesetzt: 1. September 2015 | Buffalo, Silo City (New York) 42° 51′ 48,4″ N, 78° 51′ 39,2″ W       | Erie County (New York) | Das Schiff ist – gemeinsam mit dem Schwesterschiff Ste. Claire – eines von zwei weitgehend unverändert erhaltenen klassischen Ausflugs-Dampfschiffen dieser Art auf den Großen Seen; zwischen 1902 und 1991 Fährdienst zwischen Detroit und dem Vergnügungspark auf der Bois-Blanc-Insel. Im September 2015 umgesetzt nach Buffalo, New York; nach Abschluss der Restaurierung ist die Umsetzung an den Hudson River und der erneute Einsatz als Ausflugsschiff geplant.       |
| 2 | Lincoln Motor Company Plant |      | 2. Juni 1978, ausgetragen: 4. April 2005   | Detroit, 6200 West Warren Avenue 42° 20′ 42″ N, 83° 7′ 48″ W         | Wayne County           | An diesem Ort erwarb Henry M. Leland 1917 eine Fabrik, die er ausbaute, um die Flugmotoren Liberty Engine zum Einsatz im Ersten Weltkrieg produzieren zu können. Nach dem Krieg wurden hier die ersten Modelle der Luxus-Automarke Lincoln gebaut; 1922 Übernahme durch Ford, 1952 wurde die Automobilproduktion an diesem Standort beendet. Nachdem der größte Teil der Gebäude in den Jahren 2002–2003 abgerissen worden war, wurde die Landmark-Auszeichnung zurückgezogen. |
| 3 | Reo Motor Car Company Plant |      | 16. Juni 1978, ausgetragen: 31. Juli 1985  | Lansing, 1445 South Washington Avenue 42° 43′ 2,3″ N, 84° 33′ 7,2″ W | Ingham County          | Nach der Trennung vom erfolgreichen Oldsmobile-Unternehmen baute Ransom Eli Olds in Lansing ab 1904 ein eigenes neues Automobil-Unternehmen auf, die Reo Motor Car Company. 1980 wurde der Fabrikkomplex zugunsten der Ansiedlung kleinerer Gewerbebetriebe abgerissen und der Landmarkstatus wurde entzogen. An das ehemalige Unternehmen erinnert nur noch ein Hinweisschild (Michigan Historical Marker) am Straßenrand.                                                    |